# Horsehead
Chris Thorne (* 16. března 1990) je americký rapper a producent, působící v Los Angeles. Spolu s rappery jako jsou Lil Peep, Lil Tracy či Wicca Phase Springs Eternal je členem uskupení GothBoiClique. Nejvíce se zviditelnil spoluprací na písni „Girls“ od Lil Peepa. Jeho hudební styl se dá nazvat emo rapem, což je charaktristický žánr pro všechny členy GothBoiClique.

## Diskografie
- Almost Angels (2014)
- Romantic (2015)
- True Blue (2016)
- Lock & Key (2016)
- Celebrity Crush (2016)
- This Mess Is My Mess (2017)[2]